# Welcome to the Jungle (Lied)
Welcome to the Jungle (engl. für: „Willkommen im Dschungel“) ist ein Rocksong der US-amerikanischen Hard-Rock-Band Guns N’ Roses, der 1987 auf dem Album Appetite for Destruction veröffentlicht wurde.

## Hintergrund
Das Lied, das Axl Rose bei einem Aufenthalt in Seattle verfasste, reflektiert kritisch das alltägliche Leben in Los Angeles. Es spiegelt die dunkle Seite der Stadt wider, mit der vor allem die Menschen in Kontakt geraten, die auf der – zumeist vergeblichen – Suche nach Ruhm und Erfolg nach Los Angeles kommen. Dabei flossen auch persönliche Erfahrungen mit ein: 1985 wohnten Guns N’ Roses in einem Gebäude am Sunset Boulevard, das sie gemeinhin „das Höllenhaus“ nannten; es gab hier stets Drogen und Alkohol, zudem gingen täglich Groupies ein und aus.
Slash beschreibt in seiner Autobiografie Slash, wie er bei Aufnahmearbeiten im März 1987 ein Gitarrenriff spielte; dabei fiel dem Sänger Axl Rose ein von ihm zuvor in Seattle verfasster Text wieder ein. Aus dem Riff und dem Text erstellten sie ein Arrangement für die ganze Band, die dieses in kürzester Zeit umsetzte; nach knapp drei Stunden war der Titel fertig produziert.
Laut einem Rolling-Stone-Artikel anlässlich des 20-jährigen Jubiläums von Appetite for Destruction basiert der Teil „You’re in the jungle, baby! You’re gonna die!“ auf einer Begegnung von Axl Rose mit einem schwarzen Jungen, der ihm dies auf einem Schulhof entgegnet haben soll. Jake Query, ein Freund des Sängers, gab bei einem Radiosender an, dass die Titelzeile von einem Lastwagenfahrer stammte, der den trampenden Axl Rose nach Los Angeles mitgenommen hatte. Bei der Ankunft soll ihm der Fahrer zugerufen haben: „Welcome to the jungle!“ Das Lied Underwater World der finnischen Rockband Hanoi Rocks wird allerdings auch als mögliche Quelle angeführt, da in diesem Song ebenfalls die Textzeile „welcome to the jungle“ vorkommt und auf musikalischer Ebene Ähnlichkeiten zwischen beiden Titeln bestehen. Laut Axl Rose hatten die Finnen großen Einfluss auf die Musik und das Auftreten der Band. Das ursprüngliche Cover der Single löste eine Kontroverse aus; die Abbildung bestand aus der Zeichnung eines Roboters, der offenbar eine Frau vergewaltigt hat.

## Musikvideo
Das Video spielt in New York. Es zeigt Axl Rose in der Rolle eines zunächst unbedarften Jugendlichen, der unter den negativen Einfluss moderner Laster und Verführungen gerät. Er kommt nachts per Bus in der Stadt an und wird augenblicklich von einem Drogendealer (Izzy Stradlin) angesprochen. Nachdem er diesen abgewimmelt hat, fällt sein Blick erst auf eine Prostituierte (Duff McKagan) und dann auf den an einer Wand sitzenden Slash, der Alkohol trinkt. Im Hintergrund von Slash sind mehrere Fernseher zu sehen, in denen die Band bei einem Auftritt gezeigt wird. Zwischendurch werden immer wieder Bilder eingeblendet, die verschiedene Formen von Gewalt darstellen. Wenig später hat der Protagonist eine optische Wandlung vollzogen; in typischer Aufmachung eines „Stadt-Punks“ starrt er gebannt auf das vor ihm laufende Fernsehprogramm und nimmt seine Umwelt nicht mehr wahr.
Im anschließenden Teil des Videos sitzt der Protagonist an einen Stuhl gefesselt vor einer Wand voller Monitore, auf denen weitere Fernsehbilder ausgestrahlt werden. Die Bilderflut quält ihn, doch seine Befreiungsversuche sind erfolglos, so dass er den Bildern hilflos ausgeliefert bleibt. Am Ende steht er vor einem Fernsehgeschäft und verfolgt das laufende Programm, das aus der vorherigen Szene besteht. Kopfschüttelnd wendet er sich ab und läuft weiter. Mit der „Bilder-Folter“ wird die Anwendung der sogenannten Aversionstherapie dargestellt; die Szene erinnert an die „Ludovico-Technik“ aus dem Film Uhrwerk Orange.

## Veröffentlichung
Welcome to the Jungle wurde im Oktober 1987 als zweite Single aus dem Album Appetite for Destruction veröffentlicht. Der Bonustrack der US-Version war der Titel Mr. Brownstone, der aus Sicht der Urheber, Slash und Izzy Stradlin, den Alltag unter Drogeneinfluss beschreibt („Mr. Brownstone“ ist eine umgangssprachliche Bezeichnung für Heroin). Die britische Version beinhaltete eine Live-Coverversion des AC/DC-Klassikers Whole Lotta Rosie. Auf der 12"-Maxi-Single waren zusätzlich die Live-Aufnahmen von It's So Easy und Knocking on Heaven's Door enthalten.

## Rezeption
Bei den MTV Video Music Awards 1988 erhielt die Band für das Video zu Welcome to the Jungle den Preis als Best New Artist; Guns N' Roses spielten das Lied zudem live in der Show. 2002 trat die Band überraschend ein weiteres Mal mit dem Titel auf; von der ursprünglichen Besetzung war allerdings nur noch Axl Rose dabei. Der Musiksender VH1 ernannte Welcome to the Jungle zum besten Hard-Rock-Song aller Zeiten.

## Kommerzieller Erfolg

### Chartplatzierungen
Die Single fand zunächst kaum Beachtung: In den USA kam sie gar nicht in die Charts, in Großbritannien gelang lediglich eine Platzierung im unteren Bereich. Nach dem weltweiten Erfolg von Sweet Child o’ Mine wurde Welcome to the Jungle im Herbst 1988 wiederveröffentlicht und konnte diesmal weit bessere Ergebnisse erzielen. In den USA landete die Platte auf Position 7, was für Guns N’ Roses den zweiten Top-Ten-Hit in Folge bedeutete, und erreichte zudem Gold-Status. In den britischen Charts schaffte es der Titel in die Top 30.
| ChartsChartplatzierungen       | Höchstplatzierung | Wochen |
| ------------------------------ | ----------------- | ------ |
| Vereinigte Staaten (Billboard) | 7 (17 Wo.)        | 17     |
| Vereinigtes Königreich (OCC)   | 24 (9 Wo.)        | 9      |

| ChartsJahrescharts (1989)      | Platzierung |
| ------------------------------ | ----------- |
| Vereinigte Staaten (Billboard) | 74          |

### Auszeichnungen für Musikverkäufe
| Land/Region                  | Auszeichnungen für Musikverkäufe (Land/Region, Auszeichnung, Verkäufe) | Verkäufe  |
| ---------------------------- | ---------------------------------------------------------------------- | --------- |
| Brasilien (PMB)              | Platin                                                                 | 60.000    |
| Dänemark (IFPI)              | Platin                                                                 | 90.000    |
| Deutschland (BVMI)           | Gold                                                                   | 250.000   |
| Italien (FIMI)               | Platin                                                                 | 50.000    |
| Neuseeland (RMNZ)            | 3× Platin                                                              | 90.000    |
| Spanien (Promusicae)         | Platin                                                                 | 60.000    |
| Vereinigte Staaten (RIAA)    | Gold                                                                   | 500.000   |
| Vereinigtes Königreich (BPI) | 2× Platin                                                              | 1.200.000 |
| Insgesamt                    | 2× Gold · 9× Platin ·                                                  | 2.300.000 |

Hauptartikel: Guns N’ Roses/Auszeichnungen für Musikverkäufe

## Verwendung
Welcome to the Jungle wurde in Das Todesspiel, dem fünften Teil der Dirty-Harry-Reihe, verwendet; Guns N' Roses hatten einen Gastauftritt. Das Lied wird auch zu Beginn von Der knallharte Prinzipal (Originaltitel Lean On Me) gespielt. Außerdem ist es unter anderem in den Kinofilmen Challenge – Die Herausforderung, Selena – Ein amerikanischer Traum und Jumanji – Wilkommen im Dschungel sowie in mehreren Folgen der Serie Die Simpsons zu hören. Eine von Slash geplante Verwendung im Blockbuster Black Hawk Down kam nicht zustande, da Axl Rose als Co-Autor seine Zustimmung verweigerte.
Der Titel ist auf dem Soundtrack zum Videospiel Grand Theft Auto: San Andreas vertreten, im Spiel selbst ist er im Programm eines Radiosenders zu hören. Welcome to the Jungle ist außerdem Bestandteil der Videospiele Rock Band und Guitar Hero III: Legends of Rock und kann bei beiden nachgespielt werden.
Bei Sportveranstaltungen wird der Titel bevorzugt beim Einmarsch der Gastmannschaft gespielt. Das Football-Team der Cincinnati Bengals gilt allgemein als Begründer dieses Brauches. Die norwegische Fußballmannschaft Lillestrøm SK verwendet das Lied vor jedem Heimspiel.

## Coverversionen
- 2004: Pink (auf der DVD Pink: Live in Europe)
- 2004: Hewhocorrupts (auf dem Album The Discographer)
- 2005: Richard Cheese (auf dem Album Aperitif for Destruction)
- 2007: John 5 (The Devil Knows My Name)